# CODIRECT
CODIRECT (Controlled Delivery and Release Centre), är ett kompetenscentrum med syfte att utveckla kontrollerad leverans och frisättning av aktiva substanser för bland annat livsmedel-, läkemedel- och färgindustrin.
Målet är att bli ett centrum för kontrollerad frisättning av aktiva substanser. Syftet är att bredda och utveckla begreppet utifrån ett tvärvetenskapligt synsätt. Verksamheten arbetar mot ett flertal branscher och samverkar med ett tiotal företagspartner.
Forskningen sker i samverkan med Ytkemi på Kungliga Tekniska Högskolan, Oorganisk kemi och Psykologi vid Stockholms universitet. CODIRECT är fysiskt placerat vid Ytkemiska Institutet i Stockholm och är ett av VINNOVA utvalda I-Center (Institute Excellence Center).
CODIRECT startades i slutet av 2006 och har en budget på 80 miljoner kronor under sex år. Tre fjärdedelar av arbetet är lokaliserat till YKI. Närmare 120 personer är knutna till centrumet, varav 35 procent är seniora forskare.